# Rouen-Les-Essarts
Rouen-Les-Essarts foi um circuito de 6 542km (4 065 milhas) em Grand-Couronne e Orival, perto de Rouen, França.

## História
Desde a sua abertura em 1950, Rouen-Les-Essarts foi reconhecido como um dos melhores circuitos da Europa, com os poços modernos, uma faixa de largura, e arquibancadas para o público. O circuito (que decorreu em vias públicas) teve retas médias, uma curva apertada de calçada (Nouveau Monde) no extremo sul, e alguns cantos cegos através de uma encosta arborizada. O apelo foi bastante reforçado pela subida do Nouveau Monde em 56 metros para Gresil em 149 metros.
A pista de Rouen recebeu cinco edições do Grande Prêmio da França de Fórmula 1, de 1952 até em 1968 que resultou na morte trágica do piloto francês Jo Schlesser, no rápido declive da curva Seis Frères. 
Nos anos de: 1953, 1954, 1956, 1958, 1959, 1960, 1961, 1963 e 1966 foi realizado em Reims, 1965 em Clermont-Ferrand e 1967 em Le Mans.
O circuito continuou a receber grandes eventos como a Fórmula 2 até 1978, após o que foi utilizado para vários Campeonatos franceses. 
Rouen tinha diferentes configurações. Desde a sua construção em 1950 até 1954 foi de 5,1 km (3,2 milhas) de comprimento. Em 1955, grandes obras aumentaram o comprimento do circuito de 6 542 km (4 065 mi), sua configuração mais famosa. A construção de um Autoroute novo através do circuito fez uma nova secção de faixa ser construída e o comprimento do circuito foi reduzido para 5 543 km (3 444 mi). Finalmente, em 1974, uma chicane permanente foi construída em Seis Frères e esta parte do circuito foi rebatizado Des Roches.
O circuito foi fechado em 1994 devido a razões económicas e de segurança, uma vez que é muito difícil organizar uma corrida em vias públicas, devido às normas de segurança modernas. Em 1999, após o encerramento do circuito todas as evidências do passado como área de corridas foi demolido, incluindo arquibancadas, poços, Armco e sinais de pista. O hairpin da calçada Nouveau Monde também foi  asfaltado, mas ainda é possível a unidade em torno da configuração do circuito original. O nome "Les Essarts" vem de uma aldeia, que foi incluída no município de Grand-Couronne, em 1874.

## Vencedores
| Ano                      | Vencedor           | Chassi/Motor   | Resumo   |
| ------------------------ | ------------------ | -------------- | -------- |
| 1968                     | Jacky Ickx         | Ferrari        | Detalhes |
| Não houve de 1965 a 1967 |                    |                |          |
| 1964                     | Dan Gurney         | Brabham-Climax | Detalhes |
| Não houve em 1963        |                    |                |          |
| 1962                     | Dan Gurney         | Porsche        | Detalhes |
| Não houve de 1958 a 1961 |                    |                |          |
| 1957                     | Juan Manuel Fangio | Maserati       | Detalhes |
| Não houve de 1953 a 1956 |                    |                |          |
| 1952                     | Alberto Ascari     | Ferrari        | Detalhes |